# Piero Braglia
Piero Braglia (Grosseto, 10 gennaio 1955) è un allenatore di calcio ed ex calciatore italiano, di ruolo centrocampista, tecnico del Rimini.

## Carriera

### Giocatore
Cresciuto calcisticamente nelle giovanili del Barbanella Grosseto, da qui, sempre nelle giovanili, è passato al Follonica e quindi alla Fiorentina. Ha poi militato in Serie C nel Montevarchi e nella Cremonese. È tornato quindi alla Fiorentina, con cui ha esordito nella massima serie il 20 marzo 1977 a Catanzaro, in Catanzaro-Fiorentina (0-1).
Dopo un anno da titolare in viola, nella stagione 1977-1978, nell'autunno 1978 viene ceduto al Catanzaro neopromosso in massima serie. In Calabria disputa cinque stagioni in Serie A e una in Serie B.
Nel 1984, dopo la doppia retrocessione dei calabresi dalla Serie A alla Serie C1, passa alla Triestina in Serie B, dove resta una stagione, quindi si trasferisce al Catania, dove disputa altre due annate fra i cadetti, chiuse con la retrocessione della stagione 1986-1987. Torna quindi in Toscana per chiudere la carriera di calciatore con la Rondinella.
In carriera ha totalizzato complessivamente 140 presenze in Serie A e 113 presenze e 5 reti in Serie B.

### Allenatore

#### Gli inizi
Vince un Campionato Interregionale nella stagione 1990-1991 (successivamente Serie D) con la formazione della Colligiana, perdendo poi lo spareggio per l'ammissione alla Serie C2 con l'Avezzano.
Nella stagione 1994-1995 vince il campionato di Serie C2 1994-1995 con il Montevarchi. Poi passato in Serie C1, prima con il Chieti (con cui disputa due campionati sfiorando i play-off in entrambe le occasioni) e poi, nel campionato 2003-2004 con il Catanzaro, riportando la squadra calabrese in Serie B dopo quattordici anni. Nella stagione 2006-2007 guida il Pisa, riportandolo in Serie B dopo tredici anni, superando nella finale play-off il Monza.
Nella stagione 2007-2008 diviene l'allenatore della Lucchese in Serie C1 girone B. Dopo che la squadra si era mantenuta per tutta la stagione in zona play off, alla fine del campionato si classifica all'8º posto. Il pessimo finale di stagione è da imputarsi al precipitare della situazione societaria che porterà i rossoneri al fallimento.
Il 6 giugno 2008 firma con il Frosinone in Serie B. Con i ciociari conquista l'11º posto finale. A fine stagione non viene riconfermato.
Il 5 luglio 2009 il Taranto ingaggia Braglia; ciò nonostante il successivo 22 settembre, dopo cinque giornate di campionato, il neopresidente Vincenzo D'Addario lo solleva dall'incarico.

#### Juve Stabia
Il 28 giugno 2010 diventa l'allenatore della Juve Stabia, che dopo la disputa dei play-off 2010-2011, riporterà la squadra di Castellammare di Stabia dopo quasi sessant'anni in Serie B. Durante la stagione porta la squadra al 5º posto permettendo la partecipazione ai play-off. In semifinale la squadra guidata da Braglia incontra il Benevento: vince in casa per 1-0, pareggia il ritorno al Ciro Vigorito per 1-1 e permette alla Juve Stabia di raggiungere la finale dopo dodici anni. In finale incontra l'Atletico Roma e dopo un pareggio in casa per 0-0, il 19 giugno vincendo per 0-2 allo Stadio Flaminio conquista la promozione in Serie B. Nella stessa stagione la squadra gialloblu vince anche la Coppa Italia Lega Pro.
Per la stagione 2011-2012 viene riconfermato alla guida delle vespe in Serie B, dove riesce a ottenere il record di quattro vittorie consecutive da neopromossa, impresa nella quale nessuno era riuscito prima, sconfiggendo in casa l'Ascoli e il Pescara e vincendo in trasferta al Granillo di Reggio Calabria, oltre al San Francesco di Nocera Inferiore nel derby campano di Serie B. La Juve Stabia finisce al 9º posto. Fino a gennaio ha a disposizione un giovane prospetto, Simone Zaza, che viene impiegato con il contagocce, non avendone capito le enormi potenzialità, che esploderanno a Viareggio e ad Ascoli Piceno.
La stagione 2012-2013 lo vede ancora alla guida della società campana. Il 6 ottobre 2012, in occasione di Pro Vercelli-Juve Stabia, terminata 4-1 per le vespe stabiesi, il tecnico toscano festeggia le 100 panchine alla guida della compagine stabiese.
Il 23 novembre 2013 viene sollevato dall'incarico di allenatore della Juve Stabia assieme al suo vice Mauro Isetto dopo l'ennesima sconfitta (2-3 col Trapani), la decima in quindici partite di campionato giocate che costa alla squadra l'ultimo posto solitario in classifica. Il 24 febbraio 2014, a seguito dell'esonero di Fulvio Pea, ritorna alla guida delle vespe; ma non riesce a evitare la retrocessione della squadra campana.

#### Ritorno a Pisa, Lecce e Alessandria
Il 16 giugno 2014 viene ufficializzato il suo ritorno al Pisa, dopo 7 anni dall'ultima storica promozione della squadra toscana in serie B. Il 16 marzo 2015 viene esonerato.
Il 12 ottobre 2015 comincia l'avventura come allenatore del Lecce. Con i giallorossi ottiene 18 risultati utili consecutivi, ma un mese di aprile negativo pregiudica il piazzamento della squadra, che si classifica terza e disputa i play-off. Il Lecce viene eliminato in semifinale dal Foggia. Al termine della stagione la dirigenza non gli rinnova il contratto.
Il 15 giugno 2016 firma per l'Alessandria, in Lega Pro. È esonerato il 15 aprile 2017, a tre giornate dal termine, a causa del crollo improvviso di risultati che conduce al sorpasso della Cremonese in vetta al girone A di Lega Pro, dopo un lungo dominio della squadra piemontese, con 11 punti di vantaggio alla fine girone d'anadta.

#### Cosenza
Il 27 settembre 2017 viene chiamato a guidare il Cosenza al posto dell'esonerato Gaetano Fontana dopo un avvio difficile per i calabresi, che nelle prime 5 giornate di Serie C hanno ottenuto solamente 2 punti, frutto di due pareggi e tre sconfitte. Braglia conduce dapprima la squadra al quinto posto nel girone C della Serie C e poi alla vittoria dei play-off per la promozione, ottenuta dopo aver disputato nove partite di spareggio. Il 16 giugno 2018, nella finale dello Stadio Adriatico di Pescara, la squadra del tecnico toscano vince per 3-1 contro il Siena, tornando in Serie B dopo 15 anni. Nel 2018-2019 Braglia conduce la squadra calabrese al decimo posto finale in serie cadetta e guadagna la fiducia del club, che gli rinnova il contratto anche per il campionato seguente. Il 10 febbraio 2020, a causa di cinque sconfitte consecutive, con il Cosenza al terzultimo posto della classifica dopo 23 giornate di campionato, viene sollevato dall'incarico dopo 107 partite alla guida della squadra silana.

#### Avellino e Gubbio
Il 13 luglio 2020 è chiamato dall'Avellino come nuovo allenatore, in sostituzione dell'esonerato Ezio Capuano. Braglia è affiancato dal direttore sportivo Salvatore Di Somma, con cui aveva già condiviso il lavoro in precedenti esperienze. Con i campani ottiene il terzo posto nel girone C di Serie C e accede ai play-off, nei quali, dopo aver eliminato Palermo e Südtirol, viene eliminato in semifinale dal Padova. Confermato anche per la stagione successiva, il 16 febbraio 2022, dopo la sconfitta per 1-0 contro la Virtus Francavilla, viene esonerato insieme al suo staff e a Di Somma lasciando la squadra al quarto posto con 45 punti.
Il 17 giugno 2022 viene ingaggiato dal Gubbio, in Serie C. Dopo essersi piazzato al quinto posto nel girone B, ai play-off viene eliminato al primo turno della fase nazionale per mano della Virtus Entella che si qualifica in virtù del miglior piazzamento in classifica. Pure la stagione successiva arriva quinto, ma viene eliminato al primo turno dei play-off perdendo in casa 1-0 contro il Rimini. In seguito a questa sconfitta, nonostante un altro anno di contratto, dà le dimissioni.

#### Campobasso
Il 1º luglio 2024, viene annunciato ufficialmente come nuovo tecnico del Campobasso, neo-promosso in Serie C. Il 25 gennaio seguente, dopo il pareggio casalingo contro la sua ex squadra Gubbio e con il club che non vince da quasi tre mesi, viene sollevato dall'incarico.

#### Rimini
Il mancato deposito della fideiussione da parte del Rimini Football Club rende nulla la  firma di Piero Braglia, non ha infatti nessun valore per la Lega, pertanto ciò obbliga l'allenatore maremmano a seguire i suoi semplicemente dalla tribuna. 

## Statistiche

### Presenze e reti nei club
| Stagione           | Squadra            | Campionato         | Campionato | Campionato |
| Stagione           | Squadra            | Comp               | Pres       | Reti       |
| ------------------ | ------------------ | ------------------ | ---------- | ---------- |
| 1973-1974          | Montevarchi        | C                  | 31         | 4          |
| 1974-1975          | Montevarchi        | C                  | 28         | 3          |
| Totale Montevarchi | Totale Montevarchi | Totale Montevarchi | 59         | 7          |
| 1975-1976          | Cremonese          | C                  | 7          | 0          |
| 1976-1977          | Fiorentina         | A                  | 1          | 0          |
| 1977-1978          | Fiorentina         | A                  | 22         | 0          |
| Totale Fiorentina  | Totale Fiorentina  | Totale Fiorentina  | 23         | 0          |
| 1978-1979          | Catanzaro          | A                  | 21         | 4          |
| 1979-1980          | Catanzaro          | A                  | 20         | 0          |
| 1980-1981          | Catanzaro          | A                  | 22         | 0          |
| 1981-1982          | Catanzaro          | A                  | 26         | 0          |
| 1982-1983          | Catanzaro          | A                  | 28         | 0          |
| 1983-1984          | Catanzaro          | B                  | 25         | 0          |
| Totale Catanzaro   | Totale Catanzaro   | Totale Catanzaro   | 142        | 4          |
| 1984-1985          | Triestina          | B                  | 23         | 0          |
| 1985-1986          | Catania            | B                  | 33         | 3          |
| 1986-1987          | Catania            | B                  | 32         | 2          |
| Totale Catania     | Totale Catania     | Totale Catania     | 65         | 5          |
| 1987-1988          | Rondinella         | C2                 | 28         | 0          |
| 1988-1989          | Rondinella         | C2                 | 29         | 0          |
| Totale Rondinella  | Totale Rondinella  | Totale Rondinella  | 57         | 0          |
| Totale carriera    | Totale carriera    | Totale carriera    | 376        | 16         |

### Statistiche da allenatore
Statistiche aggiornate al 6 agosto 2025. In grassetto le competizioni vinte.
| Stagione             | Squadra              | Campionato           | Campionato | Campionato | Campionato | Campionato | Coppe nazionali | Coppe nazionali | Coppe nazionali | Coppe nazionali | Coppe nazionali | Coppe continentali | Coppe continentali | Coppe continentali | Coppe continentali | Coppe continentali | Altre coppe | Altre coppe | Altre coppe | Altre coppe | Altre coppe | Totale | Totale | Totale | Totale | % Vittorie | Piazzamento              |
| Stagione             | Squadra              | Comp                 | G          | V          | N          | P          | Comp            | G               | V               | N               | P               | Comp               | G                  | V                  | N                  | P                  | Comp        | G           | V           | N           | P           | G      | V      | N      | P      | %          | Piazzamento              |
| -------------------- | -------------------- | -------------------- | ---------- | ---------- | ---------- | ---------- | --------------- | --------------- | --------------- | --------------- | --------------- | ------------------ | ------------------ | ------------------ | ------------------ | ------------------ | ----------- | ----------- | ----------- | ----------- | ----------- | ------ | ------ | ------ | ------ | ---------- | ------------------------ |
| 1989-1990            | Bibbienese           | Int.                 | 34+1       | 6+1        | 18         | 10         | CI-Dil.         | ?               | ?               | ?               | ?               | -                  | -                  | -                  | -                  | -                  | -           | -           | -           | -           | -           | 35     | 7      | 18     | 10     | 20,00      | 14º                      |
| 1990-1991            | Colligiana           | Int.                 | 34+2       | 17         | 16+1       | 1+1        | CI-Dil.         | 2               | 0               | 1               | 1               | -                  | -                  | -                  | -                  | -                  | -           | -           | -           | -           | -           | 38     | 17     | 18     | 3      | 44,74      | 1º                       |
| 1991-1992            | Colligiana           | Int.                 | 34         | 15         | 15         | 4          | CI-Dil.         | ?               | ?               | ?               | ?               | -                  | -                  | -                  | -                  | -                  | -           | -           | -           | -           | -           | 34     | 15     | 15     | 4      | 44,12      | 4º                       |
| Totale Colligiana    | Totale Colligiana    | Totale Colligiana    | 70         | 32         | 32         | 6          |                 | 2+              | 0+              | 1+              | 1+              |                    | -                  | -                  | -                  | -                  |             | -           | -           | -           | -           | 72     | 32     | 33     | 7      | 44,44      |                          |
| 1992-1993            | Rondinella           | CND                  | 34         | 13         | 14         | 7          | CI-Dil.         | ?               | ?               | ?               | ?               | -                  | -                  | -                  | -                  | -                  | -           | -           | -           | -           | -           | 34     | 13     | 14     | 7      | 38,24      | 4º                       |
| 1993-1994            | Sangiovannese        | CND                  | 34         | 12         | 16         | 6          | CI-Dil.         | ?               | ?               | ?               | ?               | -                  | -                  | -                  | -                  | -                  | -           | -           | -           | -           | -           | 34     | 12     | 16     | 6      | 35,29      | 3º                       |
| 1994-1995            | Montevarchi          | C2                   | 34         | 17         | 12         | 5          | CI-C            | 2               | 1               | 0               | 1               | -                  | -                  | -                  | -                  | -                  | -           | -           | -           | -           | -           | 36     | 18     | 12     | 6      | 50,00      | 1º (prom.)               |
| 1995-apr. 1996       | Montevarchi          | C1                   | 26         | 9          | 8          | 9          | CI              | 2               | 0               | 1               | 1               | -                  | -                  | -                  | -                  | -                  | -           | -           | -           | -           | -           | 28     | 9      | 9      | 10     | 32,14      | Eson.                    |
| 1996-1997            | Pontedera            | C2                   | 34+2       | 7+2        | 15+0       | 12+0       | CI-C            | 4               | 1               | 1               | 2               | -                  | -                  | -                  | -                  | -                  | -           | -           | -           | -           | -           | 40     | 10     | 16     | 14     | 25,00      | 15º                      |
| ago.-nov. 1997       | Carrarese            | C1                   | 9          | 1          | 3          | 5          | CI-C            | 4               | 0               | 2               | 2               | -                  | -                  | -                  | -                  | -                  | -           | -           | -           | -           | -           | 13     | 1      | 5      | 7      | &7,69      | Eson.                    |
| 1998-1999            | Sangiovannese        | CND                  | 34         | 22         | 7          | 5          | CI-Dil.         | 8               | 3               | 4               | 1               | -                  | -                  | -                  | -                  | -                  | -           | -           | -           | -           | -           | 42     | 25     | 11     | 6      | 59,52      | 2º                       |
| 1999-2000            | Foggia               | C2                   | 34         | 14         | 14         | 6          | CI-C            | 4               | 1               | 1               | 2               | -                  | -                  | -                  | -                  | -                  | -           | -           | -           | -           | -           | 38     | 15     | 15     | 8      | 39,47      | 4º                       |
| 2000-2001            | Montevarchi          | C2                   | 34         | 6          | 19         | 9          | CI-C            | 4               | 1               | 1               | 2               | -                  | -                  | -                  | -                  | -                  | -           | -           | -           | -           | -           | 38     | 7      | 20     | 11     | 18,42      | 13º                      |
| Totale Montevarchi   | Totale Montevarchi   | Totale Montevarchi   | 94         | 32         | 39         | 23         |                 | 8               | 2               | 2               | 4               |                    | -                  | -                  | -                  | -                  |             | -           | -           | -           | -           | 102    | 34     | 41     | 27     | 33,33      |                          |
| 2001-2002            | Chieti               | C1                   | 34         | 11         | 14         | 9          | CI-C            | 12              | 7               | 2               | 3               | -                  | -                  | -                  | -                  | -                  | -           | -           | -           | -           | -           | 46     | 18     | 16     | 12     | 39,13      | 8º                       |
| 2002-2003            | Chieti               | C1                   | 34         | 9          | 14         | 11         | CI-C            | 4               | 1               | 1               | 2               | -                  | -                  | -                  | -                  | -                  | -           | -           | -           | -           | -           | 38     | 10     | 15     | 13     | 26,32      | 9º                       |
| Totale Chieti        | Totale Chieti        | Totale Chieti        | 68         | 20         | 28         | 20         |                 | 16              | 8               | 3               | 5               |                    | -                  | -                  | -                  | -                  |             | -           | -           | -           | -           | 84     | 28     | 31     | 25     | 33,33      |                          |
| 2003-2004            | Catanzaro            | C1                   | 34         | 19         | 10         | 5          | CI-C            | 4               | 1               | 2               | 1               | -                  | -                  | -                  | -                  | -                  | SdL-C       | 2           | 0           | 0           | 2           | 40     | 20     | 12     | 8      | 50,00      | 1º (prom.)               |
| ago.-ott. 2004       | Catanzaro            | B                    | 5          | 1          | 1          | 3          | CI              | 3               | 0               | 1               | 2               | -                  | -                  | -                  | -                  | -                  | -           | -           | -           | -           | -           | 8      | 1      | 2      | 5      | 12,50      | Eson.                    |
| Totale Catanzaro     | Totale Catanzaro     | Totale Catanzaro     | 39         | 20         | 11         | 8          |                 | 7               | 1               | 3               | 3               |                    | -                  | -                  | -                  | -                  |             | 2           | 0           | 0           | 2           | 48     | 21     | 14     | 13     | 43,75      |                          |
| 2005-2006            | Sangiovannese        | C1                   | 34+2       | 12         | 15+2       | 7          | CI-C            | 4               | 3               | 0               | 1               | -                  | -                  | -                  | -                  | -                  | -           | -           | -           | -           | -           | 40     | 15     | 17     | 8      | 37,50      | 5º                       |
| Totale Sangiovannese | Totale Sangiovannese | Totale Sangiovannese | 104        | 46         | 40         | 18         |                 | 12              | 6               | 4               | 2               |                    | -                  | -                  | -                  | -                  |             | -           | -           | -           | -           | 116    | 52     | 44     | 20     | 44,83      |                          |
| 2006-2007            | Pisa                 | C1                   | 34+4       | 15+2       | 13+1       | 6+1        | CI-C            | 6               | 3               | 2               | 1               | -                  | -                  | -                  | -                  | -                  | -           | -           | -           | -           | -           | 44     | 20     | 16     | 8      | 45,45      | 3º (prom.)               |
| 2007-2008            | Lucchese             | C1                   | 34         | 12         | 15         | 7          | CI-C            | 6               | 3               | 2               | 1               | -                  | -                  | -                  | -                  | -                  | -           | -           | -           | -           | -           | 40     | 15     | 17     | 8      | 37,50      | 8º                       |
| 2008-2009            | Frosinone            | B                    | 42         | 13         | 14         | 15         | CI              | 1               | 0               | 0               | 1               | -                  | -                  | -                  | -                  | -                  | -           | -           | -           | -           | -           | 43     | 13     | 14     | 16     | 30,23      | 11º                      |
| lug.-set. 2009       | Taranto              | 1D                   | 5          | 2          | 1          | 2          | CI+CI-LP        | 1+0             | 0               | 0               | 1               | -                  | -                  | -                  | -                  | -                  | -           | -           | -           | -           | -           | 6      | 2      | 1      | 3      | 33,33      | Eson.                    |
| 2010-2011            | Juve Stabia          | 1D                   | 34+4       | 16+2       | 7+2        | 11         | CI-LP           | 8               | 5               | 3               | 0               | -                  | -                  | -                  | -                  | -                  | -           | -           | -           | -           | -           | 46     | 23     | 12     | 11     | 50,00      | 5º (prom.)               |
| 2011-2012            | Juve Stabia          | B                    | 42         | 16         | 13         | 13         | CI              | 1               | 0               | 0               | 1               | -                  | -                  | -                  | -                  | -                  | -           | -           | -           | -           | -           | 43     | 16     | 13     | 14     | 37,21      | 9º                       |
| 2012-2013            | Juve Stabia          | B                    | 42         | 12         | 14         | 16         | CI              | 3               | 1               | 1               | 1               | -                  | -                  | -                  | -                  | -                  | -           | -           | -           | -           | -           | 45     | 13     | 15     | 17     | 28,89      | 16º                      |
| 2013-2014            | Juve Stabia          | B                    | 31         | 1          | 8          | 22         | CI              | 2               | 1               | 1               | 0               | -                  | -                  | -                  | -                  | -                  | -           | -           | -           | -           | -           | 33     | 2      | 9      | 22     | &6,06      | Eson., sub., 22º (retr.) |
| Totale Juve Stabia   | Totale Juve Stabia   | Totale Juve Stabia   | 153        | 47         | 44         | 62         |                 | 14              | 7               | 5               | 2               |                    | -                  | -                  | -                  | -                  |             | -           | -           | -           | -           | 167    | 54     | 49     | 64     | 32,34      |                          |
| 2014-mar. 2015       | Pisa                 | LP                   | 29         | 13         | 9          | 7          | CI+CI-LP        | 3+2             | 2+1             | 0               | 1+1             | -                  | -                  | -                  | -                  | -                  | -           | -           | -           | -           | -           | 34     | 16     | 9      | 9      | 47,06      | Eson.                    |
| Totale Pisa          | Totale Pisa          | Totale Pisa          | 67         | 30         | 23         | 14         |                 | 11              | 6               | 2               | 3               |                    | -                  | -                  | -                  | -                  |             | -           | -           | -           | -           | 78     | 36     | 25     | 17     | 46,15      |                          |
| ott. 2015-2016       | Lecce                | LP                   | 28+3       | 16+1       | 9          | 3+2        | CI+CI-LP        | 0+3             | 2               | 0               | 1               | -                  | -                  | -                  | -                  | -                  | -           | -           | -           | -           | -           | 34     | 19     | 9      | 6      | 55,88      | Sub., 3º                 |
| 2016-apr. 2017       | Alessandria          | LP                   | 35         | 21         | 8          | 6          | CI+CI-LP        | 2+1             | 1+0             | 0               | 1+1             | -                  | -                  | -                  | -                  | -                  | -           | -           | -           | -           | -           | 38     | 22     | 8      | 8      | 57,89      | Eson.                    |
| set. 2017-2018       | Cosenza              | C                    | 31+9       | 14+7       | 10+1       | 7+1        | CI+CI-C         | 0+5             | 4               | 0               | 1               | -                  | -                  | -                  | -                  | -                  | -           | -           | -           | -           | -           | 45     | 25     | 11     | 9      | 55,56      | Sub., 5º (prom.)         |
| 2018-2019            | Cosenza              | B                    | 36         | 11         | 13         | 12         | CI              | 2               | 1               | 0               | 1               | -                  | -                  | -                  | -                  | -                  | -           | -           | -           | -           | -           | 38     | 12     | 13     | 13     | 31,58      | 10º                      |
| 2019-feb. 2020       | Cosenza              | B                    | 23         | 4          | 8          | 11         | CI              | 1               | 0               | 0               | 1               | -                  | -                  | -                  | -                  | -                  | -           | -           | -           | -           | -           | 24     | 4      | 8      | 12     | 16,67      | Eson.                    |
| Totale Cosenza       | Totale Cosenza       | Totale Cosenza       | 99         | 36         | 32         | 31         |                 | 8               | 5               | 0               | 3               |                    | -                  | -                  | -                  | -                  |             | -           | -           | -           | -           | 107    | 41     | 32     | 34     | 38,32      |                          |
| 2020-2021            | Avellino             | C                    | 36+6       | 20+2       | 8+1        | 8+3        | CI              | 1               | 0               | 0               | 1               | -                  | -                  | -                  | -                  | -                  | -           | -           | -           | -           | -           | 43     | 22     | 9      | 12     | 51,16      | 3º                       |
| 2021-feb. 2022       | Avellino             | C                    | 25         | 11         | 11         | 3          | CI+CI-C         | 1+1             | 0               | 1+0             | 0+1             | -                  | -                  | -                  | -                  | -                  | -           | -           | -           | -           | -           | 27     | 11     | 12     | 4      | 40,74      | Eson.                    |
| Totale Avellino      | Totale Avellino      | Totale Avellino      | 67         | 33         | 20         | 14         |                 | 3               | 0               | 1               | 2               |                    | -                  | -                  | -                  | -                  |             | -           | -           | -           | -           | 70     | 33     | 21     | 16     | 47,14      |                          |
| 2022-2023            | Gubbio               | C                    | 38+4       | 17+1       | 10+2       | 11+1       | CI-C            | 3               | 2               | 0               | 1               | -                  | -                  | -                  | -                  | -                  | -           | -           | -           | -           | -           | 45     | 20     | 12     | 13     | 44,44      | 5º                       |
| 2023-2024            | Gubbio               | C                    | 38+1       | 16         | 11         | 11+1       | CI-C            | 1               | 0               | 0               | 1               | -                  | -                  | -                  | -                  | -                  | -           | -           | -           | -           | -           | 40     | 16     | 11     | 13     | 40,00      | 5º                       |
| Totale Gubbio        | Totale Gubbio        | Totale Gubbio        | 81         | 34         | 23         | 24         |                 | 4               | 2               | 0               | 2               |                    | -                  | -                  | -                  | -                  |             | -           | -           | -           | -           | 85     | 36     | 23     | 26     | 42,35      |                          |
| 2024-gen. 2025       | Campobasso           | C                    | 24         | 6          | 9          | 9          | CI-C            | 1               | 0               | 0               | 1               | -                  | -                  | -                  | -                  | -                  | -           | -           | -           | -           | -           | 25     | 6      | 9      | 10     | 24,00      | Eson.                    |
| 2025-2026            | Rimini               | C                    | 0          | 0          | 0          | 0          | CI+CI-C         | 0               | 0               | 0               | 0               | -                  | -                  | -                  | -                  | -                  | -           | -           | -           | -           | -           | 0      | 0      | 0      | 0      | —          |                          |
| Totale carriera      | Totale carriera      | Totale carriera      | 1161       | 445        | 412        | 304        |                 | 112             | 45              | 27              | 40              |                    | -                  | -                  | -                  | -                  |             | 2           | 0           | 0           | 2           | 1 275  | 490    | 439    | 346    | 38,43      |                          |

## Palmarès

### Allenatore

#### Club

##### Competizioni nazionali
- Campionato italiano Serie C2: 1

Montevarchi: 1994-1995 (girone B)
- Campionato italiano Serie C1: 1

Catanzaro: 2003-2004 (girone B)
- Coppa Italia Lega Pro: 1

Juve Stabia: 2010-2011